# Ralf Elshof
Rafael Robert Christopher „Ralf“ Elshof (* 5. Juli 1962 in Naarden oder Wijchen) ist ein ehemaliger niederländischer Radrennfahrer.

## Sportliche Laufbahn
Elshof war Teilnehmer der Olympischen Sommerspiele 1984 in Los Angeles und startete mit Rik Moorman, Marco van der Hulst und Jelle Nijdam in der Mannschaftsverfolgung. Das Team belegte den 10. Platz. Als Amateur hatte er einige vordere Platzierungen bei den nationalen Meisterschaften im Bahnradsport, die ihm die Nominierung für Olympia einbrachten.
Von 1984 bis 1987 fuhr er als Berufsfahrer, zunächst im Radsportteam Gazelle-Vredestein. Er konnte als Profi jedoch keine Rennen gewinnen.